# حقوق الملكية للنساء

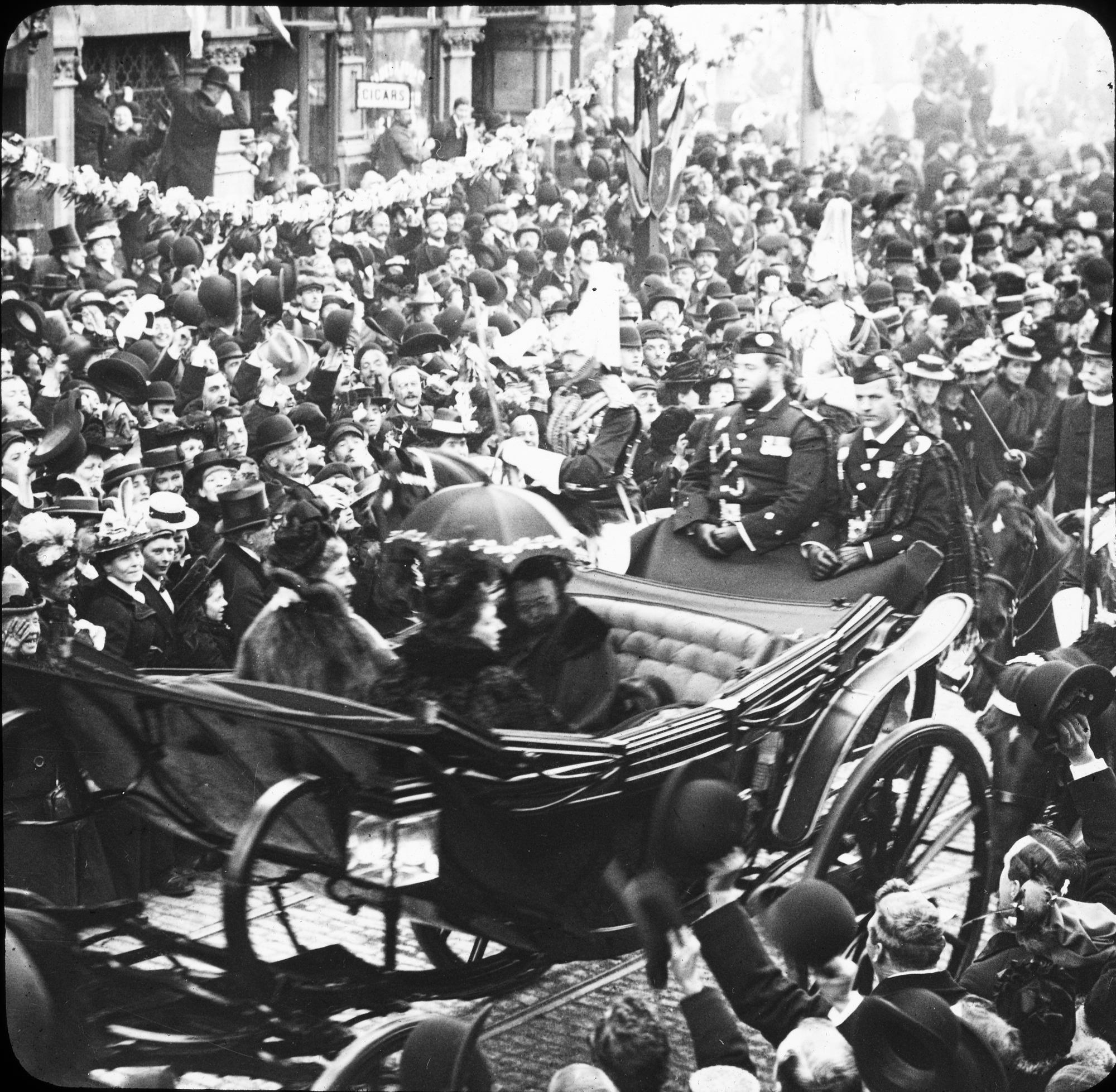

تشمل حقوق الملكية للنساء حقوق الملكية والإرث التي تتمتع بها النساء كفئة داخل المجتمع في أي وقتٍ من الأوقات. تختلف أنماط وحقوق الملكية بين المجتمعات وتتأثر بالعوامل الثقافية والعرقية والسياسية والقانونية. إن فقدان السيطرة على كل من الموارد الإنتاجية وغير الإنتاجية الجليّة في كل من المناطق الريفية والحضرية يضع النساء في مستوى منخفض من المزايا في مجالات أمن المنزل والحفاظ على أساس للبقاء والوصول إلى الفرص الاقتصادية. ارتبطت المشاكل المتعلقة بالتنمية التي تواجهها النساء في جميع أنحاء العالم بشكل متزايد بنقص حقوق الملكية والميراث، خاصةً في ما يتعلق بملكية الأراضي والممتلكات، وتشمل مجالات مثل انخفاض مستويات التعليم والجوع والصحة السيئة. وهكذا تطورت حقوق ملكية الأراضي، من خلال تأثيرها على أنماط الإنتاج وتوزيع الثروة وتنمية السوق، كواحد من الشروط الأساسية للنمو الاقتصادي والحد من الفقر.

## تعريف حقوق ملكية الأرض
حقوق الملكية هي مطالبة بممتلكات مُعترَف بها قانونيًا واجتماعيًا وقابلة للتنفيذ من قبل سلطة شرعية خارجية. بصورة عامة، يمكن فهم حقوق الأرض أنها مجموعة متنوعة من المطالبات المشروعة بالأرض والمنافع والمنتجات التي تُنتج على تلك الأرض. الميراث والتحويلات من الولاية وترتيبات الإيجار وشراء الأراضي كلها من أساسيات حقوق ملكية الأرض. يمكن أن تكون هذه الحقوق في شكل ملكية حقيقية أو حق انتفاع واستخدام.

## نظرة عامة عالمية
تلعب النساء دورًا تكامليًا في إنتاج المواد الغذائية والسلع، بالعمل في الحقول والمصانع والأعمال المنزلية في جميع أنحاء العالم. هناك علاقة حرجة في الدور الذي تلعبه المرأة والإعالة المقدمة للأسر والمجتمعات والأمم. على المستوى العالمي، يعيش ما يقدر بنحو 41% من الأسر التي تعيلها نساء تحت خط الفقر المحدد محليًا، إذ إن ثلث النساء في العالم إما مشردات بلا مأوى أو يعشن في مرافق سكنية غير مؤهلة. يؤدي الإقصاء الإضافي للنساء من الحصول على أرض إلى دفعهن تجاه المدن، إذ ينضممن غالبًا إلى صفوف متزايدة من الأسر التي تعيلها نساء في المناطق الفقيرة. ومع ذلك بسبب العولمة والتحول الصناعي، كانت هناك زيادة ملحوظة في أعداد النساء اللاتي يدخلن في قطاعات العمل المأجور. تتحمل المرأة الريفية وحدها مسؤولية نصف إنتاج الغذاء في العالم وتقريبًا 80% من المحاصيل الغذائية في البلدان النامية. تشير أحدث التقديرات إلى أن نصف الغذاء في العالم وفي البلدان النامية وما بين 60-80% من المحاصيل الغذائية هي نتيجة نمو نبتة من بذور زرعتها يد امرأة. إن دوام التوزيع التقليدي للعمال، والذي تتحمل فيه المرأة المسؤولية الرئيسية عن إنتاج الغذاء، فضلًا عن المهام الأخرى الصعبة مثل جلب المياه والوقود، يساهم في النسبة المئوية الكبيرة من النساء العاملات بطريقة غير رسمية في المناطق الريفية. تختلف الأدوار التي تلعبها المرأة اختلافًا كبيرًا حسب المنطقة، إذ بلغت وسطيًا 43% من القوى العاملة الزراعية في البلدان النامية، وتراوحت بين 20% في أمريكا اللاتينية و50% في شرق آسيا وجنوب الصحراء الكبرى الأفريقية. إذن، وبالإضافة إلى زيادة التعرضية والحد من هذه الحالة، أدى استبعاد النساء من عملية صنع القرار والسيطرة على الأراضي ونقلها إلى انخفاض الأمن الغذائي والتنمية المستدامة.

## أنظمة التحول
على الرغم من أن افتقار النساء للسيطرة الرسمية على الأرض والموارد له جذور تاريخية طويلة الأمد، فإن الاقتصادات والمجتمعات التي تخضع لتغييرات واسعة النطاق أحدثت آثارًا عميقة على حقوق الملكية. في نظم زراعة الكفاف، يُحدَّد الحصول على الأرض حسب الوضع داخل الأسرة بدلًا من حقوق الملكية الحقيقية؛ ما أدى إلى تمتع كل من الرجال والنساء «بحقوق المستخدم» لإنتاج الغذاء لعائلاتهم. أدت عمليات التصنيع والعولمة مجتمعة إلى تعطيل سبل العيش وأنظمة الإنتاج المتواجدة منذ حين، ما أجبر العديد من الأسر على التركيز أكثر على الأنشطة المدرة للدخل بدلًا من زراعة الكفاف. ومع ذلك، فإن زيادة حصول النساء على حقوق الملكية له فوائد اقتصادية كبيرة للمجتمع ككل بالإضافة إلى فوائد نفسية واجتماعية للنساء، خاصة في المجتمعات الزراعية. اقتصاديًا، عندما تحصل المرأة بشكل أكبر على ملكية الأراضي في المناطق الريفية، والتي بدأت تنفذها الحكومة في أعقاب قوانين القرن العشرين الخاصة بقوانين الملكية من أجل تعزيز أكبر قدر من المساواة بين الجنسين في المحصلة، تبدأ المرأة في زراعة أرضها بشكل مستقل (تمنح أحد الأمرين إما من قبل الولاية نفسها التي يتم تخصيصها من خلال سوق القطاع الخاص، أو تُنقَل من قبل أحد الأقارب الذكور)، وتشكل النساء وحدات لمعرفة المزيد عن الخبرات الزراعية إضافة للمهارات المدرة للأرباح، وفي نهاية المطاف، تحقيق المزيد من الإنتاج من تلك الأراضي المعطاة أكثر من أصحابها السابقين. علاوة على ذلك، فإن الفوائد النفسية الناجمة عن زيادة حصول المرأة على حقوق الملكية تؤدي إلى انخفاض هام في حالات العنف المنزلي بين الزوجين. كل هذه العوامل سوف تساهم بشكل إيجابي في النمو الاقتصادي لهذا المجتمع على المدى الطويل من خلال زيادة معدلات المشاركة الإجمالية في القوة العاملة، وزيادة الإيرادات وزيادة الاستثمار في رعاية الأطفال وتعليمهم، وبهذه الطريقة مكافحة سوء التغذية والخروج من الحلقة المفرغة للفقر.

## تأثير التحيز بين الجنسين
إن العملية النموذجية للتحول الزراعي التي بموجبها يحصل الانتقال من العمل الزراعي إلى غير الزراعي قد يحدث ببطء وبتحيز شديد بين الجنسين. ونظرًا لأن حقوق ملكية النساء غالبًا ما تُفترَض من خلال ضمان الأمن في أحوال كثيرة من قبل الذكور الممثلين هنا برب الأسرة، تُخصص بعض قوانين الميراث ملكية حصة أقل للورثة الإناث مقارنة بالورثة الذكور. إن الامتثال المستمر لعرف هيمنة الذكور على ملكية الممتلكات يعني عمومًا أنه لا يمكن للمرأة الاستفادة من مجموعة واسعة من الفوائد المرتبطة بملكية الممتلكات وتنظميها. وفقًا لدائرة حيازة الأراضي في منظمة الأغذية والزراعة (الفاو)، يرتبط الفقر عكسيًا بملكية أرض الأسرة والوصول المباشر إلى الأرض، ما يقلل من خطر تعرض النساء للإفقار وسلامتهم البدنية وتعزز آمال وتطلعات الأطفال بالنجاح.

### سندات ملكية الأرض
تُدار عملية التملك بتحيز واضح بين الجنسين، إذ تُحرَم النساء عادة النساء من حقوق الملكية المتساوية. وعلاوة على ذلك، تُعالج طلبات الملكية والميراث بشكل عام من خلال هيئات إدارية غير حرة تتألف من قادة محليين وموظفين مع تدريب قانوني محدود. وبمعاينة صانعي القرار عن قرب، يُلاحَظ وجود سيطرة الذكور في الغالب.

## حقوق الملكية البطريركية
قد تُهدد النساء اللاتي يُحتمل أن يتمكنّ من تلبية احتياجاتهن المعيشية بمفردهن بمغادرة المنزل إذا لم يحصلن على حصة كبيرة من الفائض. ومع ذلك، وبسبب حقوق الملكية الأبوية، وسيطرة الأزواج على توزيع وقت عمل الزوجات، يمكن للأزواج اتخاذ قرارات تقلل من قيمة بدائل زوجاتهم عن الزواج. لكل من الحق في إدارة الأراضي والسيطرة على الدخل من الإنتاج، وأيضًا الحقوق المضمونة في الحصول إلى الأرض، آثار أعمق بكثير من مجرد التملك. بالنسبة للعديد من النساء، يعد الحصول على الأراضي والممتلكات أمرًا أساسيًا لإنتاج الغذاء وسبل العيش المستدامة، ولكنهن يلجأن إلى تربية أطفالهن والاعتماد على أزواجهن. في العديد من البلدان، يمكن أن تفقد المرأة حقوقها في الأرض عندما يكون هناك تغيير في الحالة الزوجية، بما في ذلك الزواج أو الطلاق أو حتى وفاة الزوج.

### سيادة الذكور
بسبب انتشار عادة الإرث الذي يقتصر على الذرية الأبوية في جميع أنحاء العالم، فإن الموارد الإنتاجية والممتلكات، مثل البضائع المنزلية، قد انتهى بها الأمر في أيدي الرجال لا النساء. عندما يكون للرجال فقط حقوق الميراث أو التركة العائلية، لا تتاح للمرأة سوى فرصة ضئيلة لتحسين وضعها أو ظروف معيشتها داخل الأسرة والمجتمع. وبالتالي، أصبحن يعتمدن على الأقارب الذكور للبقاء على قيد الحياة وليس لهم رأي يذكر في كيفية استخدام الممتلكات لتوليد الدخل أو لدعم الأسر. علاوة على ذلك، يوجد داخل المجتمعات الأبوية مقاومة قوية من قبل الرجال لمنح النساء، وخاصة البنات، الحق في الحصول على الأراضي.

## عوائق تغيير الحالة

### قوانين وإجراءات التنفيذ غير الكافية
على الرغم من أن هناك عددًا متزايدًا من القوانين المعاصرة، كالتي تم تأطيرها من قبل الدولة الحديثة، والتي تمنح حقوق الميراث للبنات عندما يُعترف بهن كأفراد بين المجتمعات، بقي الزواج والعادات الأبوية التقليدية دون تغيير إلى حد كبير. وبالتالي ما يزال هنالك عدم توافق بين التقاليد الزوجية وقوانين الميراث، إذ غالبًا ما تغلب قوة وانحياز الزواج في قوانين الميراث. ويتضح ذلك أيضًا في موضوع المهر. يعتبر مهر البنت من قبل عائلتها في العديد من الثقافات جزءًا مباشرًا من ميراثها، على الرغم من أن الزوج الجديد وعائلته يحصلون عليه عادة. في حين أنه في بعض المجتمعات الأخرى تتمتع المرأة بالحقوق الرسمية في وراثة الأراضي والتمثيل الاجتماعي للميراث على شكل مهر وقوة تقاليد الزواج الرابحة بموجب القوانين.

### قلة الوعي بالقوانين الحالية وعدم الفهم الكافي لخيارات الإصلاح القانونية
تنتج مستويات التعليم المتدنية في كثير من الأحيان قيودًا على تفاعل المرأة مع المؤسسات التي تتألف في المقام الأول من الرجال، ما يخلق غموضًا ووهمًا بشأن الإجراءات القانونية. بالإضافة إلى ذلك، فإن الأيديولوجيات المتعلقة بالتصرفات التي تظهرها المرأة، والتي تأخذ شكل الطاعة عادة، يمكن أن تجلب العار لفكرة تحدي التفاوتات المستمرة بين الجنسين في القانون والسياسة وحقوق الأرض.

### انتشار المواقف والممارسات التقليدية
تشكل الأيديولوجيات الجندرية أو المعتقدات والسلوكيات المتكررة للميزات المتوقعة لجنس معين عائقًا أمام حصول المرأة على حقوق الملكية وتعزيز مكانتها. قد تتخذ هذه الأيديولوجيات شكل افتراضات حول الدور الذي تلعبه المرأة في المجتمع أو احتياجاتها أو كفاءاتها، وبالتالي يؤثر على طريقة ضبط وتنفيذ مسألة ما.